# Графомафия
«Графомафия» — российский комедийный фильм 2017 года режиссёров Владимира Зайкина и Эдуарда Радзюкевича.

## Сюжет
Главный редактор крупного издательства (Маргарита Шубина) нанимает банду графоманов, чтобы устранить безумного автора-отшельника (Гоша Куценко) и выдать его роман за творение своего сына Шурка (Аристарх Венес). Графоманы с энтузиазмом берутся за дело, но похищают совсем другого человека.

## История создания
Идея «Графомафии» пришла Владимиру Зайкину в тот момент, когда он увидел безумного заросшего человека в окне парикмахерской. Этот случай нашёл отражение в одной из сцен.
Работа над фильмом началась в 2014 году, но была приостановлена на год. Затем к проекту подключился Эдуард Радзюкевич, который внёс изменения в сценарий и добавил музыкальные номера в исполнении «Замотаев Бэнд». Съёмки проходили в Москве и Московской области. В августе 2017 года фильм вышел в кинопрокат.

## В ролях
- Гоша Куценко — Сизухин, писатель-отшельник
- Маргарита Шубина — Надежда Павловна, главный редактор
- Аристарх Венес — Шурок, сын Надежды Павловны
- Екатерина Шпица — девушка Шурка
- Даниил Спиваковский — Вилли Волк
- Дарья Екамасова — Лолита
- Эдуард Радзюкевич — Весельчак
- Станислав Дужников — сержант Попонин
- Дарья Мороз — Виктория, подруга Сизухина
- Юрий Стоянов — Самуил Лошак, генеральный директор
- Владимир Епифанцев — Парамонов
- Олег Акулич — мужичок
- Михаил Богдасаров

## Съёмочная группа
- Режиссёры-постановщики: Владимир Зайкин, Эдуард Радзюкевич
- Продюсеры: Марианна Балашова, Андрей Девяткин, Владимир Муров, Наталья Кудряшова (креативный продюсер)
- Композиторы: Иван Замотаев, Иван Бурляев
- Монтаж: Мария Сергеенкова, Евгений Буланов, Андрей Полубояринов
- Оператор-постановщик: Андрей Макаров
- Авторы сценария: Владимир Зайкин, Эдуард Радзюкевич, Сергей Плотов

## Фестивали и награды
- Спецприз и диплом на XVI Российском Кинофестиввале комедии «Улыбнись, Россия!»[2]
- Приз зрительских симпатий «Сапфировый Феникс» на X Всероссийском кинофестивале актёров-режиссёров Золотой Феникс[3]